# Abdelaziz Djerad
Abdelaziz Djerad (Jenchela, 12 de febrero de 1954) es un politólogo y profesor de relaciones internacionales argelino. El 28 de diciembre de 2019 fue nombrado primer ministro de Argelia por el presidente Abdelmadjid Tebboune. Desde el 24 de junio de 2021 es primer ministro "en funciones" tras presentar su dimisión el día siguiente de conocerse los resultados de las elecciones legislativas de Argelia. Terminó su mandato como primer ministro el 30 de junio de 2021.

## Trayectoria
Originario de Jenchela, en la zona del Aurés se diplomó de la Facultad de Ciencias Políticas y Relaciones Internacionales de la Universidad de Argel en 1976 y realizó un doctorado en la Universidad París X Nanterre (1981). Antiguo miembro del FLN, Djerad formó parte de la administración en la década de 1990.
Fue director de la Escuela Nacional de Administración de Argel de 1989 a 1992, consejero diplomático en la Presidencia de la República de 1992 a 1993 con el presidente Ali Kafi y un año después fue nombrado secretario general de la Presidencia de la República (1993-1995) cargo que ocupó durante el primer año del mandato del presidente Liamin Zerual (1994-1999) también originario de la zona del Aurés y de quien es considerado próximo. De 1996 al 2000 fue director general de la Agencia Argelina de Cooperación Internacional y de 2001 a 2003 asumió la secretaría general del Ministerio de Asuntos Exteriores durante el primer mandato de Abdelaziz Buteflika que finalmente le cesó. Miembro del Comité Central del FLN en 2004 apoyó a Ali Benflis en las elecciones presidenciales.
Politólogo y profesor de relaciones internacionales de la Facultad de Ciencias Políticas de Argel y de la Escuela Nacional de Administración, el 28 de diciembre de 2019 fue nombrado primer ministro por el presidente Abdelmadjid Tebboune sustituyendo a Sabri Boukadoum, ministro de Asuntos Exteriores que había sido nombrado primer ministro interino tras la dimisión de Nureddine Bedui el 19 de diciembre, día de la investidura de Tebboune como nuevo Jefe de Estado.
Desde que se iniciaron las protestas en Argelia, Djerad realizó varias intervenciones en radio apoyándolas y exigiendo que Bouteflika y sus aliados renunciaran al poder.
Fue confirmado en su puesto de primer ministro en junio de 2020 y en febrero de 2021. Presentó su dimisión el 24 de junio de 2021 tras conocerse oficialmente el resultado de las elecciones legislativas de 2021 en las que resultó ganador el Frente de Liberación Nacional. Desde entonces se mantiene "en funciones" en el puesto.